# NUTS:LV
A lettországi Nomenclature of Territorial Units for Statistics (NUTS, Statisztikai Célú Területi Egységek Nómenklatúrája) az egész Európai Uniót lefedő rendszer része, amelyet az Eurostat fejlesztett ki.
A lett NUTS beosztás a következő:
| NUTS 1     | NUTS 1 | NUTS 2     | NUTS 2 | NUTS 3          | NUTS 3 |
| ország     | Kód    | ország     | Kód    | (NUTS 3 egység) | Kód    |
| ---------- | ------ | ---------- | ------ | --------------- | ------ |
| Lettország | LV0    | Lettország | LV00   | Kurzeme         | LV003  |
| Lettország | LV0    | Lettország | LV00   | Latgale         | EE005  |
| Lettország | LV0    | Lettország | LV00   | Riga            | EE006  |
| Lettország | LV0    | Lettország | LV00   | Periga          | EE007  |
| Lettország | LV0    | Lettország | LV00   | Vidzeme         | EE008  |
| Lettország | LV0    | Lettország | LV00   | Zemgale         | EE009  |